# Радваньская, Агнешка
Агне́шка Рома Радва́ньская (пол. Agnieszka Roma Radwańska; род. 6 марта 1989 года, Краков, Польша) — польская профессиональная теннисистка; финалистка одного турнира Большого шлема в одиночном разряде (Уимблдон-2012); победительница одного Итогового турнира в одиночном разряде (2015); победительница 22 турниров WTA (из них 20 в одиночном разряде), бывшая вторая ракетка мира в одиночном разряде; кавалер «Золотого Креста Заслуги».

## Общая информация
Агнешка Радваньская начала заниматься теннисом в 4 года благодаря своему отцу Роберту, который и являлся её тренером длительное время. Мать Агнешки зовут Марта (по профессии бухгалтер). У неё есть младшая сестра — Урсула, которая также профессионально играет в теннис (в 2009 году вошла в Top-100 одиночного рейтинга).
Любимая поверхность — трава. В мире тенниса любимым игроком является Пит Сампрас.
22 июля 2017 года вышла замуж за бывшего польского теннисиста Давида Целта.
В детстве Радваньская жила в Германии в городе Гронау, где занималась в местном теннисном клубе.

## Спортивная карьера
Юниорские годы.
Первые соревнования в высшей лиге юниорского тенниса Агнешка провела в июне 2003 года. Дебютный матч был проведён против младшей сестры — Урсулы и выигран в двух сетах. Уже на своём втором турнире Агнешка отметилась в финале. В те же сроки полька начала играть и на парных соревнованиях в партнёрстве с младшей сестрой. В 2004-м году Агнешка участвовала в мелких внутриевропейских турнирах, завоевав два титула. Первые успехи приходят в паре — Радваньские выиграли два совместных турнира на этом уровне, а в итоге сёстры в том году победили на четырёх соревнованиях. В 2005 году Агнешка добыла финал и титул на зимних турнирах в Братиславе и Пршерове В мае Радваньская дебютировала в юниорских соревнованиях Большого шлема на кортах Ролан Гаррос. Второе участие в турнирах этой серии на Уимблдонском турнире закончилось победой — в полуфинале была обыграна вторая ракетка турнира Агнеш Савай. В конце сентября сёстры Радваньские, в составе национальной сборной Польши, завоевали юниорский Кубок Федерации. Сезон завершился полуфиналом на турнире G1 в Брейдентоне и четвертьфиналом на Orange Bowl. В парных соревнованиях того года полька вновь выступала с младшей сестрой. Завоёвано 5 титулов на второстепенных соревнованиях. На турнирах старших категорий сёстры добыли полуфинал на турнире G1 в Брейдентоне и четвертьфинал на Orange Bowl.
2006 год стал последним для Агнешки в юниорском теннисе. Проведено было три турнира — достигнут полуфинал на соревновании G1 в Мериде, а также завоёвано два титула — на Открытом чемпионате Франции и в Халле. Завершающий год в парных соревнованиях прошёл без Урсулы. В паре с Наташей Зорич был выигран титул на соревновании G1 в Мериде; в паре с Каролиной Возняцки достигнут финал на Ролан Гаррос. Завершающий турнир в паре также проведён в Халле, где в дуэте с Александрой Дулгеру она взяла второй в году титул. 26 июня 2006 года Агнешка стала первой ракеткой мира среди юниоров.
Начало взрослой карьеры.
Дебют во взрослом туре произошёл в мае 2004 года. На 10-тысячнике из цикла ITF в Гдыне. Радваньская начала новый эпизод своей карьеры с двух побед. Через год — в апреле 2005-го — Агнешка впервые получила специальное приглашение в квалификацию турнира WTA в Варшаве. В начале июня полька выиграла свой первый турнир цикла ITF, победив на 10-тысячнике в польской столице. В ноябре Агнешка дважды вышла в финал 25-тысячников ITF: в Минске и Прухонице. По итогам года Радваньская совершила скачок в рейтинге на 560 позиций в рейтинге WTA и становится 381-й ракеткой мира. В паре, в этом же году, сёстры Радваньские четырежды добрались до финальной стадии различных соревнований цикла ITF и взяли два титула. Агнешка закончила год в числе трёхсот сильнейших парниц мира.
В апреле 2006 года Радваньская дебютировала в составе сборной Польши в розыгрыше Кубка Федерации. В мае в возрасте 17 лет Агнешка дебютировала в основной сетке соревнований WTA-тура на домашнем турнире в Варшаве (2-я категория), получив специальное приглашение от организаторов, и дошла до четвертьфинала (в первом раунде была обыграна Анастасия Мыскина, а во втором — Клара Коукалова), уступив там в трёх сетах Елене Дементьевой. После победы на юниорском Ролан Гаррос и лидерства в юниорском рейтинге Агнешка получила специальное приглашение в основную сетку взрослых соревнований на Уимблдоне. Он стал первым для польки Большим шлемом на взрослом уровне и прошёл весьма успешно. Радваньская смогла пройти в четвёртый раунд, где её смогла остановить только вторая сеяная Ким Клейстерс из Бельгии. Она стала лишь пятой в истории обладательницей специального приглашения, которая достигла подобного результата. В августе Агнешка пробилась в основу Открытого чемпионата США и дошла до второго раунда. После этого турнира она впервые поднялась в Топ-100 мирового рейтинга. В конце сентября она выдала ещё одну победную серию — на турнире в Люксембурге, выиграв 6 матчей подряд и пробившись из квалификации в полуфинал турнира (среди прочих одолев Винус Уильямс и Елену Дементьеву).
2007-08. Первые титулы WTA и попадание в Топ-10.

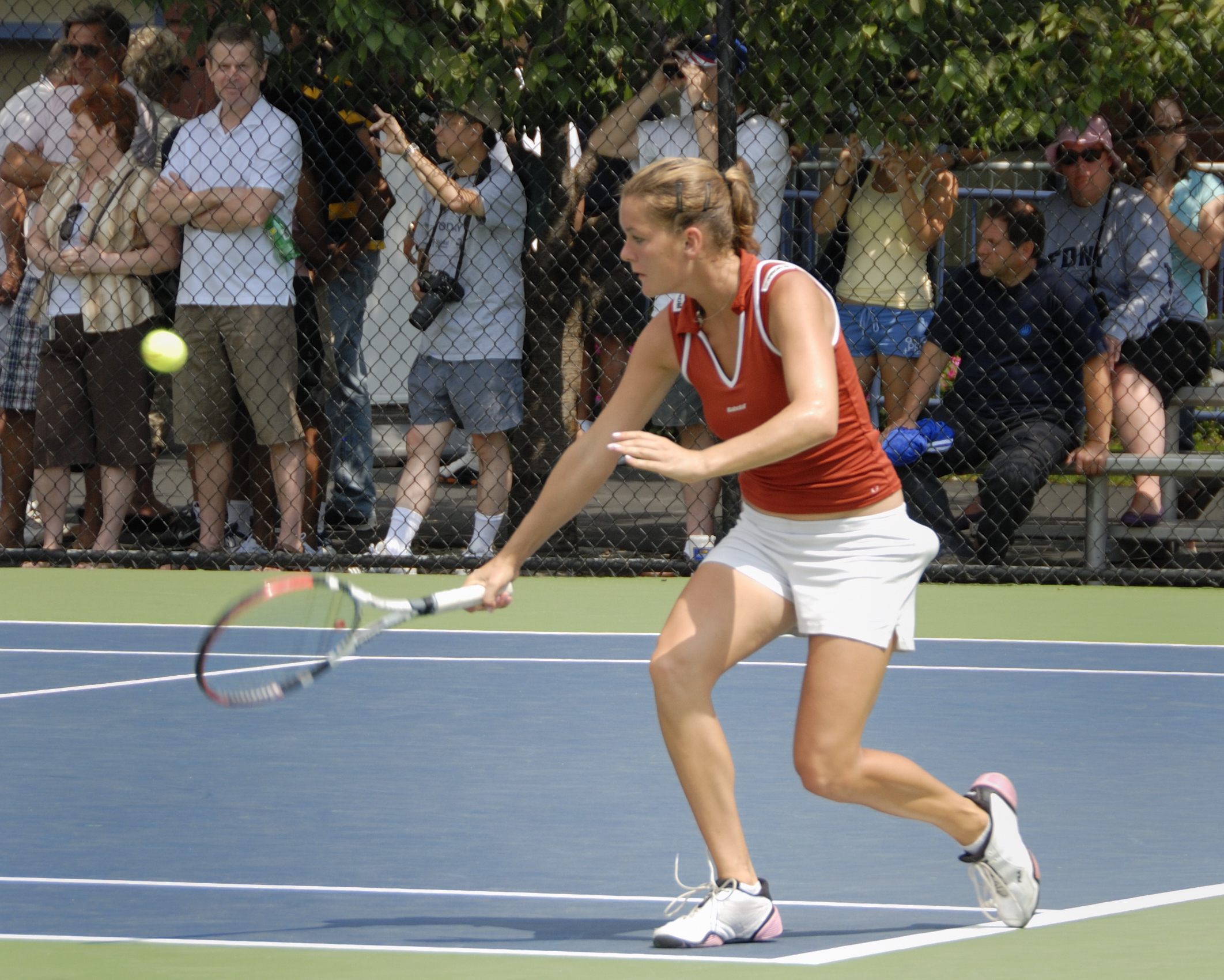
Радваньская на открытом чемпионате США 2008 года

Первый заметный результат в сезоне пришёлся на конец марта — Агнешка дошла до четвёртого круга турнира в Майами (попутно обыграв Чжэн Цзе и Мартину Хингис). В мае сёстры Радваньские взяли парный титул на турнире 3-й категории в Стамбуле, также Агнешка параллельно дошла до четвертьфинала одиночного турнира. Летом она выиграла 100-тысячник из цикла ITF в Бьелле, вышла в 1/4 финала в Палермо и завоевала свой первый одиночный титул WTA, победив на турнире в Стокгольме). На Открытом чемпионате США Радваньская пробилась в четвёртый круг (попутно выбив из турнира действующую чемпионку Марию Шарапову), где уступила Шахар Пеер из Израиля. В октябре она дошла до четвертьфинала в Цюрихе. По итогам сезона она заняла 26-ю позицию в рейтинге.
Агнешка отметилась на старте сезона-2008 выходом в четвертьфинал Открытого чемпионата Австралии (впервые на Больших шлемах). По пути она обыграла в том числе Надежду Петрову и Светлану Кузнецову), а уступила в 1/4 Даниэле Гантуховой из Словакии. В феврале Радваньская выиграла свой второй одиночный титул на соревнованиях WTA-тура, победив в Паттайе. Затем она дошла до полуфинала на турнире 1-й категории в Дохе, где её обыграла только будущая победительница турнира Мария Шарапова. В одиночном рейтинге полька достигла двадцатки сильнейших. Весенний вояж на североамериканский континент принёс участие в четвертьфинале супертурнира в Индиан-Уэллсе.
Грунтовый сезон проходил без особых успехов — 4 турнира подряд (с Амелия-Айленда по Рим) Агнешка завершала в третьем круге, но накануне главного старта этой части сезона ей удаётся выиграть свой третий одиночный титул — в Стамбуле в финале была повержена Елена Дементьева. На Ролан Гаррос её выступление завершилось в четвёртом круге, где сильнее оказывается сербка Елена Янкович. Травяной сезон продолжил серию удачных выступлений польской спортсменки. На турнире в Истборне, обыграв в финале Надежду Петрову (6-4, 6-7(11), 6-4), она впервые покоряет турнир 2-й категории. На Уимблдоне, обыграв (среди прочих) Светлану Кузнецову, Радваньская дошла до четвертьфинала, где проиграла Серене Уильямс. Американка стала первой теннисисткой, которая обыграла обеих сестёр (Агнешку и Урсулу) на одном турнире. Благодаря этому выступлению, Агнешка впервые смогла подняться в первую десятку женского одиночного рейтинга.
Перед отлётом на первую в карьере Олимпиаду Агнешка отметилась полуфиналом в Стокгольме. В рейтинге Радваньская поднялась на девятую позицию. Визит в Пекин на олимпийские игры был скоротечен: в одиночке пришлось завершить турнир во втором раунде после поражения от Франчески Скьявоне, а в паре и того раньше — уже на старте попались шестые сеяные турнира — сёстры Бондаренко. На Открытом чемпионате США Агнешка в четвёртый раз за сезон вышла не менее чем в четвёртый раунд на турнирах Большого Шлема, где её остановила Винус Уильямс. Относительно неудачный финиш сезона (лучшие результаты: четвертьфинал в Токио и полуфинал в Линце) не позволил отобраться на итоговый турнир в Дохе напрямую. Но там ей всё же удалось сыграть: Ана Иванович снялась с последнего матча группы по болезни и Агнешка получила свой шанс — Светлана Кузнецова была повержена 6-2 7-5. По итогам сезона Агнешка оказалась на десятом месте в одиночном рейтинге, выиграв за сезон три титула.
2009-10.

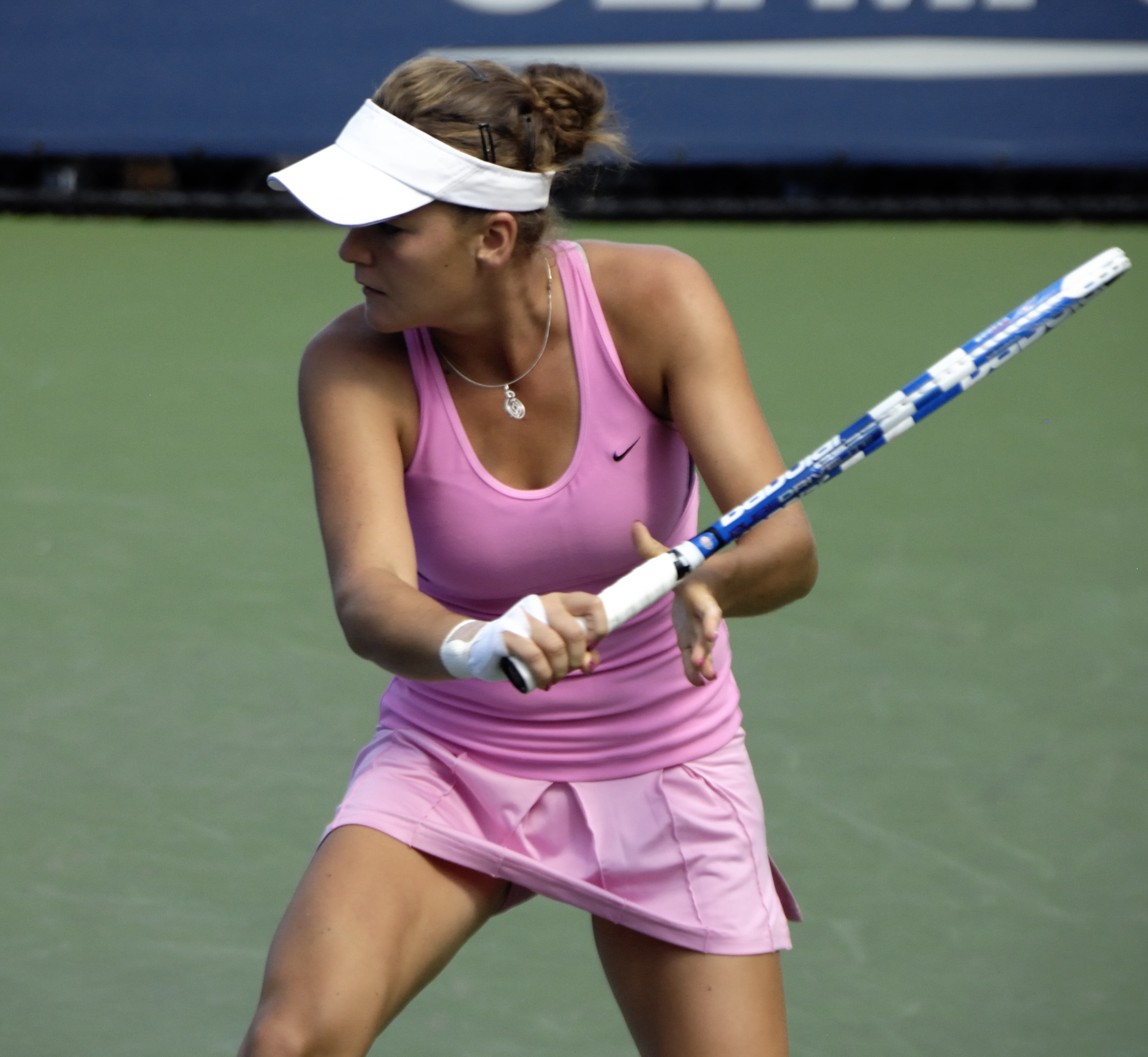
Агнешка на Открытом чемпионате США 2010 года

2009 год Радваньская начала в Сиднее, где дошла до четвертьфинала. Открытый чемпионат Австралии завершился для неё уже на старте. В феврале Агнешка добралась до четвертьфинала в Париже в одиночке и финала в Дубае в паре (вместе с Марией Кириленко). Визит на американские супертурниры был отмечен четвертьфиналом в Индиан-Уэллсе и 4-м кругом в Майами. В апреле грунтовая часть сезона началась с матча отборочного раунда 2-й мировой группы Кубка Федерации против сборной Японии. Два из трёх победных очков обеспечивает своей сборной именно Агнешка. 3 турнира перед Ролан Гаррос принесли ей два четвертьфинала и только в Мадриде она завершила борьбу уже в первом раунде. На Открытом чемпионате Франции Агнешка дошла до четвёртого раунда в одиночном разряде, а в парном разряде с сестрой Урсулой вышла в четвертьфинал.
После турнира в Истборне, где Радваньская вышла в 1/4 финала. Такого же результата она добилась на Уимблдоне, где в борьбе за полуфинал уступила действующей чемпионке Винус Уильямс — 1-6, 2-6. В августе на харде в Лос-Анджелесе Радваньская дошла до четвертьфинала в одиночном и финала в парном разряде. Еще в один четвертьфинал она попала на турнире в Торонто. В октябре в Токио она вышла в полуфинал, а в Пекине смогла выйти в финал, где проиграла Светлане Кузнецовой (2-6, 4-6). Затем в Линце она доиграла до полуфинала. В рейтинге Агнешка вернулась в первую десятку. Второй сезон подряд Радваньской удалось в качестве запасной сыграть на Итоговом турнире. Она приняла участие в последнем матче группового этапа, правда на этот раз её соперница боролась за выход в плей-офф. Виктория Азаренко вела 6-4, 5-2, но Агнешка смогла переломить ход борьбы, выиграла второй сет, повела 4-1 в третьей партии, после чего белорусская спортсменка снялась из-за травмы. Тем самым, Агнешка помогла выйти из группы своей подруге Каролине Возняцки. 2009 год Радваньская завершила десятой в одиночном рейтинге. В отличие от прошлого сезона, она лишь дважды была в финалах и не выиграла ни одного титула.
На первом в сезоне 2010 года турнире Большого шлема в Радваньская вышла в третий раунд в одиночках. В парном разряде она играла вместе с Марией Кириленко и смогла достичь полуфинала, попутно обыграв третью пару мира (Нурия Льягостера Вивес / Мария Хосе Мартинес Санчес). В начале февраля Агнешке не удалось помочь сборной выйти в плей-офф Мировой лиги 1 Кубка Федерации — её поражение от лидера бельгиек Янины Викмайер стало одним из слагаемых неудачи сборной Польши. На турнире в Дубае ей удалось дойти до полуфинала. Американская серия турниров на харде принесла полуфинал в Индиан-Уэллсе (по дороге была обыграна Елена Дементьева) и четвертьфинал в Майами. В парном разряде на этих турнирах удалось дважды дойти до четвертьфинала. Затем был очередной матч Кубка Федерации. Сборная Польши, проиграв Испании, опять отправилась в региональный турнир. Особых успехов в одиночном европейском грунтовом сезоне Радваньской добиться не удалось. В парном же разряде же дуэт Кириленко / Радваньская дошёл до четвертьфинала в Мадриде и на Ролан Гаррос.
С Уимблдона немного удалось поднять результаты. На британском турнире Большого шлема Агнешка добралась до 4-го круга, а после летнего перерыва сначала отметилась в полуфинале Станфорда, а затем дошла до финала в Сан-Диего. Дальнейший хардовый сезон в Северной Америке прошёл по нисходящей — после двух поражений на ранних стадиях на августовских Premier 5 от Шараповой и Кузнецовой последовало очередное неудачное выступление на турнире Большого шлема — уже во втором круге Открытого чемпионата США её останавливает Пэн Шуай. Конец сезона и вовсе выдался крайне неудачным — в Токио она хоть и дошла до четвертьфинала, но вынуждена была сняться с турнира из-за проблем с левой ногой. Затем она сыграла турнир в Пекине, где в первом же матче уступила в упорной борьбе Анжелике Кербер. После турнира в столице Китая Радваньская досрочно завершила сезон, сославшись на стрессовый перелом ноги.
2011-12. Финал Уимблдона.

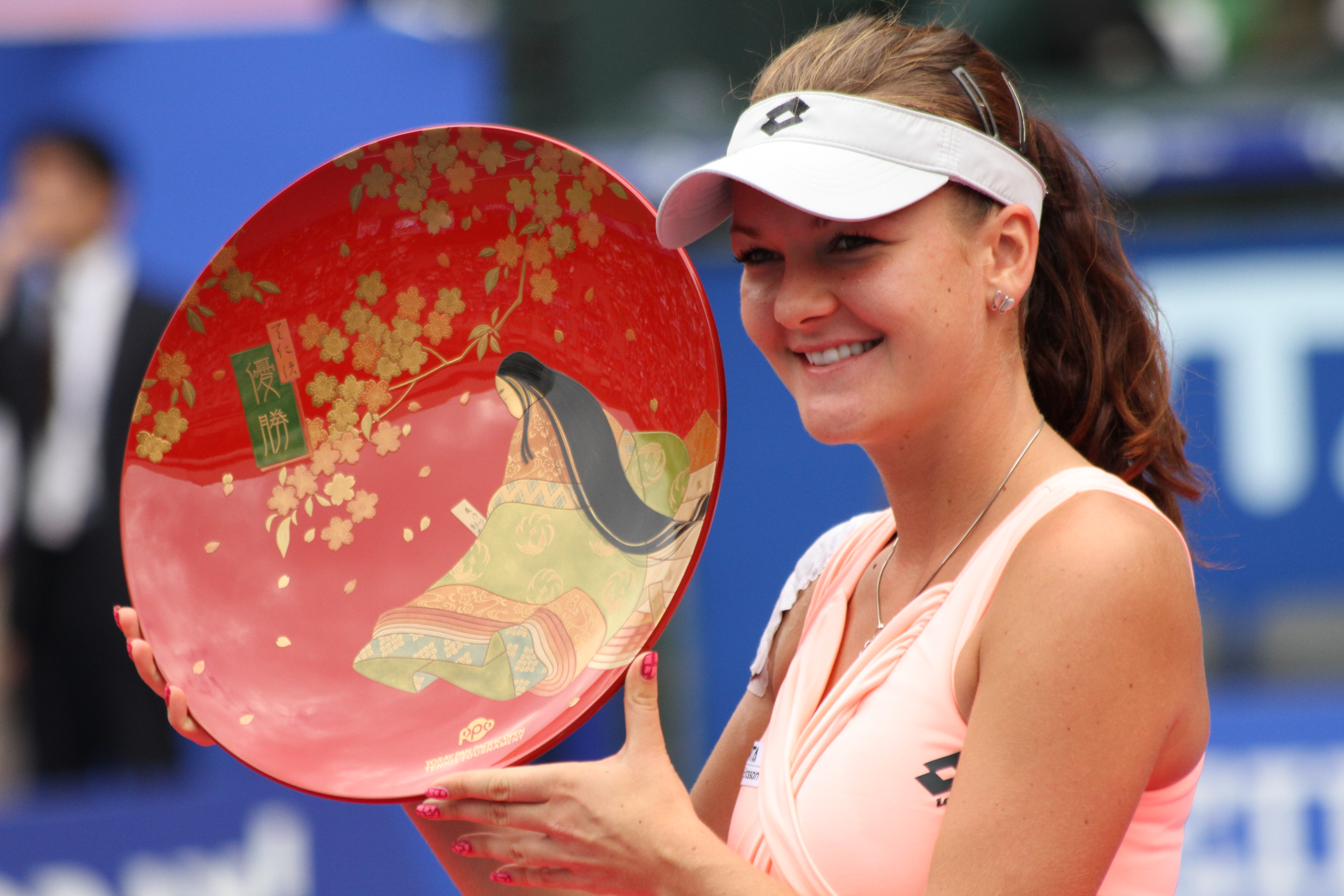
Агнешка с трофеем победительницы одиночного турнира в Токио. 2011 год

К Открытому чемпионату Австралии 2011 года Радваньская успела восстановиться. Преодолев сопротивление четырёх соперниц, Радваньская дошла до четвертьфинала, где уступила будущей чемпионке турнира Ким Клейстерс. В феврале она дошла до четвертьфинала на соревнованиях в Дубае. В марте Агнешка вышла в четвёртый раунд в Индиан-Уэллсе (имея несколько матч-боллов полька всё же уступила в трёхчасовом матче Виктории Азаренко). Хардовая серия была завершена в Майами, где Радваньская дошла до четвертьфинала в одиночном разряде и выиграла второй и последний парный титул WTA в команде с Даниэлой Гантуховой. Грунтовый отрезок сезона оказывается смазанным из-за проблем со здоровьем, однако и тут польке удалось добыть полуфинал на турнире в Штутгарте и четвёртый круг на Ролан Гаррос, где Агнешка проиграла Марии Шараповой. Травяной отрезок сезона принёс четвертьфинал на соревнованиях в Истборне, где Радваньская лишь на тай-брейке решающего сета уступила Петре Квитовой, которая через пару недель выиграла Уимблдон. Сама же Агнешка на Уимблдоне уступила уже во втором круге.
Летняя хардовая серия началась на соревнованиях в Станфорде, где полька дошла до четвертьфинала. Через неделю, на турнире в Карлсбаде Радваньская смогла прервать более чем трёхлетнюю серию без побед на соревнованиях WTA в одиночном разряде. Врешающих раундах она переиграла Даниэлу Гантухову, Андрею Петкович и в финале Веру Звонарёву. Следом за этим успехом полька выходит в полуфинал турнира в Торонто (ещё раз переиграв Звонарёву, но уступив место в финале Саманете Стосур). Из-за проблем с плечом Агнешка пропустила турнир P5 в Цинциннати и не лучшим образом сыграла в Нью-Хэйвене и на Открытом чемпионате США, проиграв во втором раунде. Зато в парном разряде Радваньская сумела выйти в полуфинал в США в альянсе с Гантуховой (переиграв по дороге сильную пару Пэн / Чжэн и уступив только будущим чемпионкам).
К осенней серии турниров в Азии: травмы были максимально залечены, а сотрудничество с новым тренером — поляком Томашем Викторовски — начало давать всё более впечатляющие результаты. На связке турниров старших премьер-категорий в Токио и Пекине Радваньская выиграла подряд все девять матчей и завоёвывала два престижных одиночных титула. В рейтинге эти успехи позволяют польке подняться в Топ-8. а также почти обеспечить себе попадание на Итоговый турнир. Агнешка впервые сыграла на итоговом турнире с самого начала. В каждом из трёх матчей группового турнира она имела шансы на победу, но смогла реализовать из лишь однажды — в игре с Верой Звонарёвой. Даже при этом Радваньская могла выйти из группы, но по дополнительным показателям уступила место в полуфинале той же Звонарёвой.
В начале сезона 2012 года Радваньская дошла до полуфинала соревнования в Сиднее и четвертьфинала на Открытом чемпионате Австралии. Оба раза турнирный путь Радваньской заканчивается в матчах против Виктории Азаренко, которая затем завоёвывала титулы на этих соревнований. Помимо этого полька одержала ещё одну локальную победу — в Сиднее, впервые за шесть совместных официальных поединков, была обыграна тогдашняя первая ракетка мира Каролина Возняцки. Последующая хардовая серия была отмечена очередным поражением от Азаренко (в полуфинале турнира в Дохе) и первым в сезоне титулом (на соревновании в Дубае, где в решающих раундах были обыграны Елена Янкович и Юлия Гёргес). В марте Агнешка дошла до четвертьфинала соревнований в Индиан-Уэллсе, где в 10-й раз за взрослую карьеру уступила Виктории Азаренко. После этого она выиграла аналогичные крупные соревнования в Майами, переиграв на пути к титулу Винус Уильямс, Марион Бартоли и в финале Марию Шарапову.
На турнирах в Штутгарте и Мадриде Радваньская достигла полуфиналов, вновь уступая Виктории Азаренко. К середине мая Агнешка поднялась на третью строчку одиночного рейтинга, воспользовавшись неудачами Петры Квитовой. Перед Ролан Гаррос она выиграла титул на турнире в Брюсселе, обыграв в финале Симону Халеп. Закрепить результаты на Ролан Гаррос не удалось, Агнешка уступила в третьем раунде Кузнецовой. На Уимблдонском турнире Радваньская первый и единственный раз смогла выйти в финал Большого шлема. В борьбе за престижный трофей она проиграла американке Серене Уильямс. Агнешка стала первым представителем Польши в Открытой эре, кому удалось выйти в финал Большого шлема в одиночном разряде. Ранний проигрыш Марии Шараповой позволил ей подняться ещё на одну ступеньку одиночной классификации и занять второе место (наивысшее в карьере).
| Стадия  | Соперница (посев)    | Рейтинг | Счёт        |
| 1 раунд | Магдалена Рыбарикова | 122     | 6-3 6-3     |
| 2 раунд | Елена Веснина        | 79      | 6-2 6-1     |
| 3 раунд | Хезер Уотсон         | 103     | 6-0 6-2     |
| 4 раунд | Камила Джорджи (Q)   | 145     | 6-2 6-3     |
| 1/4     | Мария Кириленко (17) | 19      | 7-5 4-6 7-5 |
| 1/2     | Анжелик Кербер (8)   | 8       | 6-3 6-4     |
| Финал   | Серена Уильямс (6)   | 6       | 1-6 7-5 2-6 |

Впрочем, удачно завершить травяной сезон не получается: Агнешка уступила в первом же круге Олимпиады в Лондоне немке Юлии Гёргес — 5-7 7-6(5) 4-6. Параллельный выход в финал всё той же Шараповой опустил Радваньскую на третью строчку рейтинга WTA. Серия турниров в Северной Америке проходит чуть лучше, но на четырёх соревнованиях отрезка Агнешка ни разу не дошла даже до полуфинала, а на Открытом чемпионате США проиграла Роберте Винчи в четвёртом круге. Далее — во время азиатской части сезона — результаты чуть улучшились: полька второй год подряд дошла до финала в Токио (уступив Надежде Петровой), отобралась на Итоговый турнир, а затем впервые смогла преодолеть там групповую стадию. В полуфинале Агнешка проиграла Серене Уильямс. Сезон она завершила четвёртой в мировом рейтинге.
2013-15. Победа на Итоговом турнире.

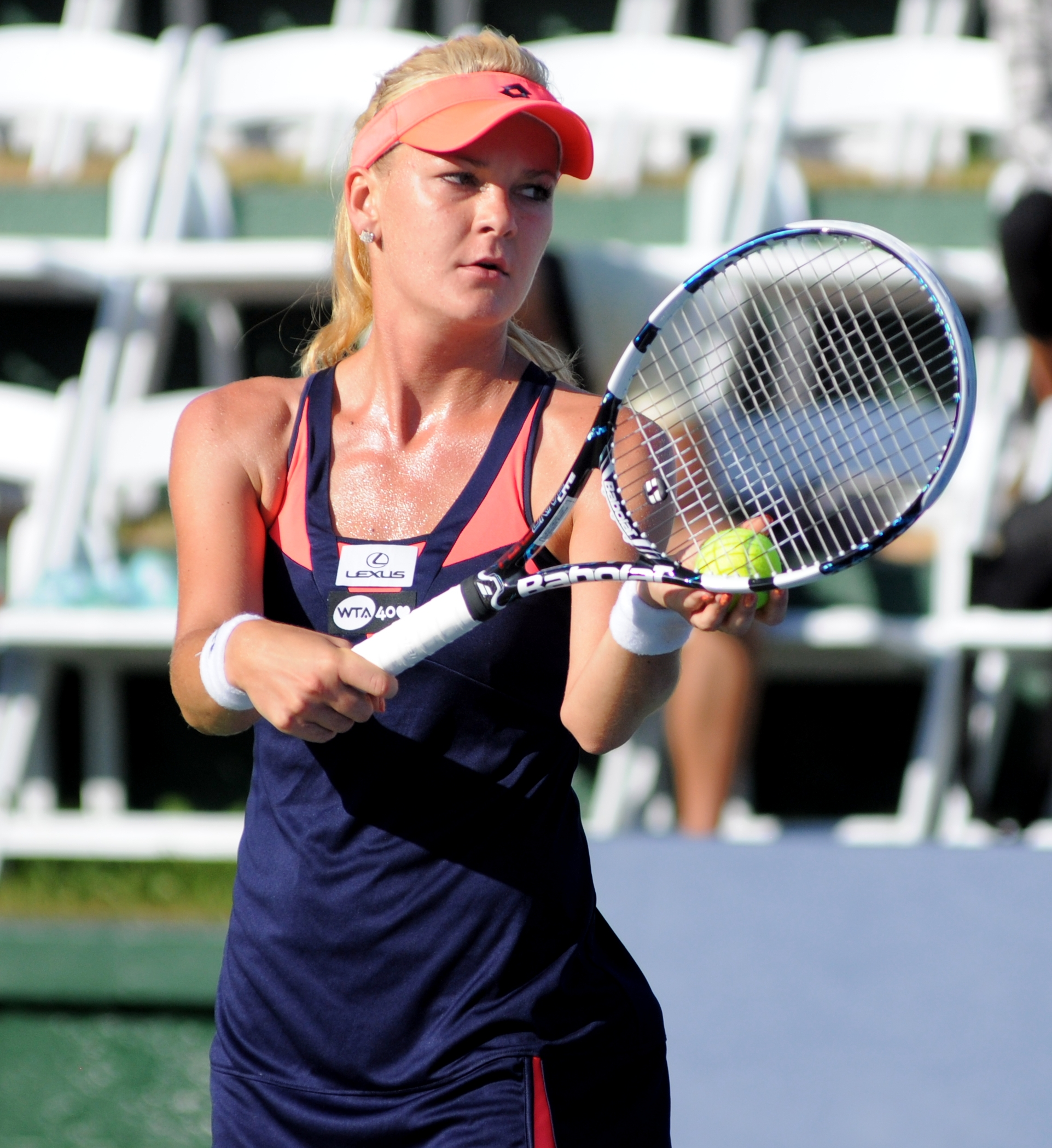
Агнешка на турнире в Сан-Диего 2013 года

Сезон-2013 года Радваньская начала с 13-матчевой победной серии, выиграв два турнира в Окленде и Сиднее, а затем дошла до четвертьфинала на открытом чемпионате Австралии, где её остановила будущая участница решающего матча Ли На. Затем Агнешка помогла сборной Польши выиграть зональный турнир Кубка Федерации. На февральских турнирах она дошла до полуфинала крупного турнира в Дохе и четвертьфинал в Дубае. В марте Радваньская сыграла в полуфинале турнира в Майами, а затем вывела национальную команду во 2-ю мировую группу Кубка Федерации, принеся решающие победы в выездной встрече с Бельгией.
Во время последующего грунтового отрезка полька испытывала небольшие проблемы с плечом, из-за чего до Открытого чемпионата Франции провела лишь пару турниров, выиграв на них всего один матч. К парижскому турниру проблемы постепенно удалось решить: Агнешка сначала добралась до четвертьфинала во Франции, а затем играл в полуфинале на Уимблдоне (попутно переиграв свою обидчицу по Австралии Ли На и проиграв в затяжном матче Сабине Лисицки, упустив возможность сыграть в титульном матче. В конце июля Радваньская вышла в финал турнира на харде в Станфорде и полуфинал в Торонто. На Открытом чемпионате США в четвёртом круге Агнешка проиграла Екатерине Макаровой. Осенняя серия принесла ей титул на небольшом турнире в Сеуле, а также четвертьфинал и полуфинал на связке супертурниров в Токио и Пекине, позволившие польке закрепить своё место в итоговой восьмёрке и отобраться на Итоговый турнир, выступление на котором ограничилось для неё лишь тремя поражениями на групповой стадии.
Следующий сезон 2014 года начался с удачного игры Радваньской на Открытом чемпионате Австралии. В феврале она вышла в полуфинал, а затем отметилась финалом в Индиан-Уэллсе и четвертьфиналом в Майами. Весенняя грунтовая серия принесла польке полуфинал турниров в Катовице и Мадриде и четвертьфинал соревнований в Штутгарте и Риме. На Ролан Гаррос Агнешка уступила уже в третьем раунде — несеянной Айле Томлянович. Травяной шлем был проведён немногим лучше: в четвёртом раунде Радваньская уступила Екатерине Макаровой. Летом результаты на короткое время вновь удалось улучшить, но титул в Монреале получил продолжение лишь в виде четвертьфинала в Цинциннати и проигрыша уже во втором круге шлема в США. Осенью неудачная серия продолжилась — на трёх азиатских турнирах Агнешка выиграла лишь три матча, а год хоть и завершила выходом в полуфинал Итогового турнира, но сделала это Радваньская лишь благодаря единственному выигранному матчу на групповой стадии.
В сезоне-2015 Агнешка всё больше утрачивала стабильность результатов. На Открытом чемпионате Австралии она проиграла в четвёртом раунде. В мае полька впервые за три года покинула Топ-10 одиночной классификации, а лучшим результатом весной стал полуфинал небольшого турнира в Катовице. Спад, впрочем, оказался кратковременным — пересмотрев состав своей команды, Радваньская уже с травяного сезона постепенно вернулась к лучшей форме: полуфиналы в Ноттингеме и Уимблдоне, а также финал в Истборне подняли её на седьмую строчку рейтинга. Открытый чемпионат США и подготовительная к нему хардовая серия пришлись на очередной спад формы.
Но осенью Агнешка вновь выдала серию ярких игр. В сентябре она выиграла премьер-турнир в Токио: в финале Радваньская обыграла Белинду Бенчич — 6-2, 6-2. титул стал 15-м в карьере теннисистки из Польши на одиночных турнирах WTA. Затем она добралась до полуфинала в Пекине и выиграла небольшой турнир в Тяньцзине. Благодаря этим победам она квалифицировалась на Итоговый турнир в Сингапуре. Агнешка не была главным фаворитом и с трудом преодолела первую стадию розыгрыша — одна победа и два поражения. В полуфинал она отобралась за счет числа выигранных сетов. Но затем она одержала ещё две победы, выиграв в полуфинале молодую восходящую звезду Гарбинью Мугурусу и переиграв в финале Петру Квитову. Счёт с чешкой по сетам — 6-2, 4-6, 6-3. Так Агнешка завоевала главный титул Итогового турнира. Это — высшее достижение Радваньской в карьере.
2016-18. Завершение карьеры.

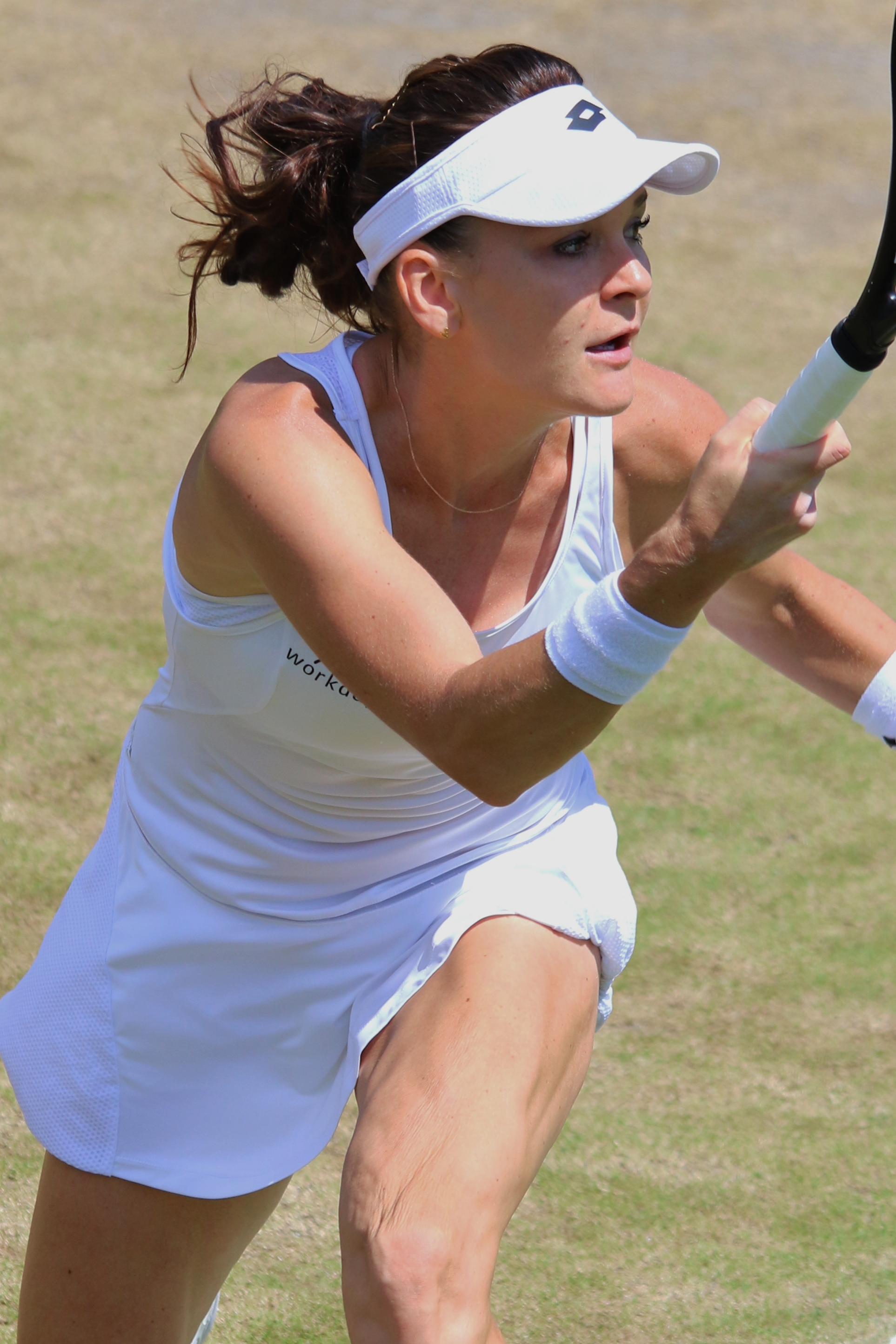
Радваньская на Уимблдонском турнире 2017 года

Сезон-2016 года для Агнешки был одним из самых успешных и стабильных в карьере. На старте она выиграла турнир в Шэньчжэне, где финале была переиграна американка Алисон Риск — 6-3, 6-2. На открытом чемпионате Австралии Радваньская дошла до полуфинала, где уступила 1-й ракетке мира Серене Уильямс со счётом 0-6, 4-6. В феврале она сыграла на одном турнире в Дохе и вышла в полуфинал. В марте также в 1/2 финала она вышла на турнире в Индиан-Уэллсе. В Майами она доиграла до четвёртого раунда. С марта по май польская теннисистка занимала в разные недели вторую строчку рейтинга, не опускаясь ниже третьей позиции. грунтовую часть сезона Агнешка начала с полуфинала в Штутгарте. На главном грунтовом турнире в Париже она прошла в стадию четвёртого раунда. Такой же результат ждал её и на Уимблдонском турнире. Летом на Олимпиады в Рио-де-Жанейро Радваньская выступила неудачно, проиграв в первом раунде одиночных и парных соревнований.
При подготовке к Большому шлему в США 2016 года Агнешка дошла до 1/4 финала в Цинциннати и выиграла турнир в Нью-Хэйвене. В финале полька победила Элину Свитолина — 6-1 7-6(3). На Открытом чемпионате США она неожиданно проиграла в четвёртом раунде 18-летней хорватке Ане Конюх. Азиатская серия премьер-турниров по традиции стала успешной для польки. Она вышла в полуфинал в Токио, четвертьфинал в Ухане, а затем она смогла стать чемпионкой турнира высшей категории в Пекине. В решающем матче за титул Агнешка переиграла Йоханну Конту со счётом 6-4, 6-2. За весь турнир полька не отдала сильным соперницам ни единого сета и выиграла в Пекине свой 20-й и последний в карьере одиночный титул WTA. Это также помогло ей удержать свою высокую третью позицию в мировом рейтинге WTA по итогам сезона, уступив лишь Анжелике Кербер и Серене Уильямс. На Итоговом турнире Радваньская на групповом этапе проигрывает Кузнецовой в трех сетах, побеждает Мугурусу — 7-6(7-1), 6-3 и Каролину Плишкову — 7-5, 6-3. В полуфинале Радваньскую разгромила первая ракетка мира Кербер — 2-6, 1-6. Третье место в мире на конец сезона — это высшее достижение Радваньской в карьере.
В начале января 2017 года Агнешка Радваньская вышла в 1/4 финала в Шэньчжэне. На следующем для себя премьер-турнире в Сиднее она смогла выйти в финал, где потерпела поражение от Йоханны Конты: 4-6, 2-6. Австралийский чемпионат завершился для неё уже во втором раунде и из-за потери рейтинговых очков Агнешка опустилась с 3-й на 6-ю строчку рейтинга. Далее сезон для польской спортсменки складывался неудачно. Она выбывала на ранних стадиях турниров и отказалась от участия в турнирах в Мадриде и Риме. На Ролан Гаррос Радваньская проиграла в третьем раунде, а на Уимблдонском турнире доиграла до четвёртого. В конце августа она вышла в полуфинал турнира в Нью-Хэйвене и доиграла до третьего раунда Открытого чемпионата США. В осенней части сезона Агнешка также выступила не очень хорошо, сыграв на трёх турнирах, где она проходила не дальше третьего раунда. По итогам сезона она заняла лишь 28-ю позицию рейтинга.
Последним в карьере Радваньской стал сезон 2018 года. Она начала его с двух четвертьфиналов в Окленде и Сиднее. На Открытом чемпионате Австралии Агнешка не смогла пробиться в четвёртый круг, она проиграла Се Шувэй из Тайваня. В марте в Майами в матче третьего раунда Радваньская во второй раз в карьере отметилась победой над лидером мирового рейтинга. На этот раз она смогла нанести поражение Симоне Халеп со счётом 3-6, 6-2, 6-3. В целом сезон складывался для Агнешки неудачно. Единственный раз в июне она смогла дойти до полуфинала на травяном турнире в Истборне. Последним турниром для 29-летней польской спортсменки стал Сеул в сентябре.
14 ноября 2018 года Агнешка, после длительных консультаций со специалистами, объявила о завершении своей профессиональной карьеры из-за не поддающейся лечению травмы.

## Сборная и национальные турниры
При непосредственном участии Агнешки, сборная Польши в Кубке Федерации в период 2006-09 годов вышла из региональной зоны Европа/Африка во вторую Мировую группу турнира. А дальше проявились проблемы сборной с составом и не всегда удачная жеребьёвка — оказавшись в 2010 году всего с двумя конкурентоспособными теннисистками, Польша сначала уступает Бельгии (с Флипкенс и Викмайер), а затем Испании (с Мартинес Санчес и Суарес Наварро), вновь покинув турнир мировых групп. В 2011 и 2012 годах была предпринята попытка вернуться в мировую группу 2, но в финалах отбора польки оступились сначала на сборной Беларуси, а затем на команде Швеции. В 2013-15 годах Агнешка вновь вытаскивает сборную в элитную часть турнира, добираясь даже до первой мировой группы, где поляки сходу закрепиться не могут, уступая россиянкам и швейцаркам. Радваньская является рекордсменом своей команды по числу побед в матчах этого турнира как суммарно, так и отдельно в одиночных встречах; также на её счету пиковый результат по сыгранным матчевым встречам за сборную в рамках турнира.
Помимо Кубка Федерации Агнешка представляла Польшу в ещё одном командном трофее ITF — полувыставочном Кубке Хопмана, где в 2014-15 дважды играла в финалах (сначала вместе с Гжегожем Панфилом, а затем в паре с Ежи Яновичем), выиграв один титул. Также Радваньская дважды принимала участие в олимпийских чемпионатах, но за две попытки участия в них выиграла лишь по матчу в одиночном и парном разряде.

## Выступления на турнирах
- победительница Итогового чемпионата WTA (2015) в одиночном разряде.
- финалистка одного турнира Большого шлема в одиночном разряде (Уимблдон-2012).
- полуфиналистка шести турниров Большого шлема (четырежды — в одиночном разряде и дважды — в парном разряде).
- экс-2-я ракетка мира в одиночном разряде.
- победительница 22 турниров WTA (20 — в одиночном разряде).
- обладательница Кубка Хопмана (2015) в составе национальной сборной Польши.
- экс-5-я ракетка мира в юниорском рейтинге.
- победительница двух юниорских турниров Большого шлема в одиночном разряде (Уимблдон-2005, Roland Garros-2006).
- финалистка одного юниорского турнира Большого шлема в парном разряде (Roland Garros-2006).